# Alseodaphne ridleyi
Alseodaphne ridleyi là một loài thực vật thuộc họ Lauraceae. Đây là loài đặc hữu của Malaysia.